# Charlie Whitehurst
Pour l’article homonyme, voir Whitehurst.
(en) Statistiques sur pro-football-reference
Charles David Whitehurst (né le 6 août 1982 à Green Bay) est un joueur américain de football américain. Il est le fils de l'ancien quarterback David Whitehurst.

## Enfance
Whitehurst joue à la Chattahoochee High School de Johns Creek (Géorgie) où il fait trois saisons avec l'équipe de football américain et quatre ans avec celle de baseball.

## Carrière

### Université
Il entre à l'université de Clemson. Il devient le premier quarterback à réaliser une série de quatre victoires consécutives avec les Tigers contre l'université de Caroline du Sud, équipe rivale, dont une victoire 63-17 le 22 novembre 2003.

### Professionnel
Charlie Whitehurst est sélectionné au troisième tour du draft de la NFL de 2006 par les Chargers de San Diego au quatre-vingt-unième choix. Il est nommé troisième quarterback derrière Philip Rivers et Billy Volek. Avec les Chargers, il n'entre qu'au cours de deux matchs lors de la saison 2006 et ne tente aucune passe. Ensuite, il n'apparaît plus sur une pelouse de la NFL pendant trois saisons.
Le 17 mars 2010, il est échangé au Seahawks de Seattle contre le troisième tour du draft des Seahawks pour le draft 2011 et un échange des choix du deuxième tour. Charlie signe un contrat de deux ans d'une valeur de huit millions de dollars, devenant le quarterback remplaçant. Whitehurst est titularisé pour la première fois de sa carrière le 7 novembre 2010 lors du neuvième match contre les Giants de New York après la blessure de Matt Hasselbeck. Le 2 janvier 2011, il est titularisé contre les Rams de Saint-Louis et fait une passe pour touchdown. Il trouve Ruvell Martin et sa passe permet aux Chargers de parcourir soixante-et-un yards grâce à l'en jambée de Martin. Les cinq premières passes de Charlie sont réussis. À la mi-temps, Whitehurst affiche la statistique de seize passes réussis sur vingt-et-une tentées pour 138 yards et un touchdown. La saison 2010 se termine avec six matchs dont deux comme titulaire, cinquante-sept passes réussis pour soixante-dix-neuf tentées pour 507 yards, deux passes pour touchdown et trois passes interceptées.
Après le départ de Matt Hasselbeck, Whitehurst est dans une bonne position pour la saison 2011, mais il reste finalement au poste de remplaçant, secondant Tarvaris Jackson. À l'issue de cette saison, son contrat n'est pas renouvelé et il retourne auprès des Chargers.